# Ivan Kondakov
Ivan Lavrentjevitsj Kondakov (Russisch: Ива́н Лавре́нтьевич Кондако́в) (Viljoejsk, 8 oktober 1857 – Elva, 14 oktober 1931) was een Estische scheikundige van Russische afkomst.
Ivan Kondakov studeerde tussen 1880 en 1884 scheikunde aan de Staatsuniversiteit van Sint-Petersburg. Hij werkte nadien als hoogleraar in de farmacologie aan de Universiteit van Tartu. Kondakov bestudeerde als een van de eersten polymerisatiereacties en vond in 1901 synthetisch rubber uit.